# Jorge Groß

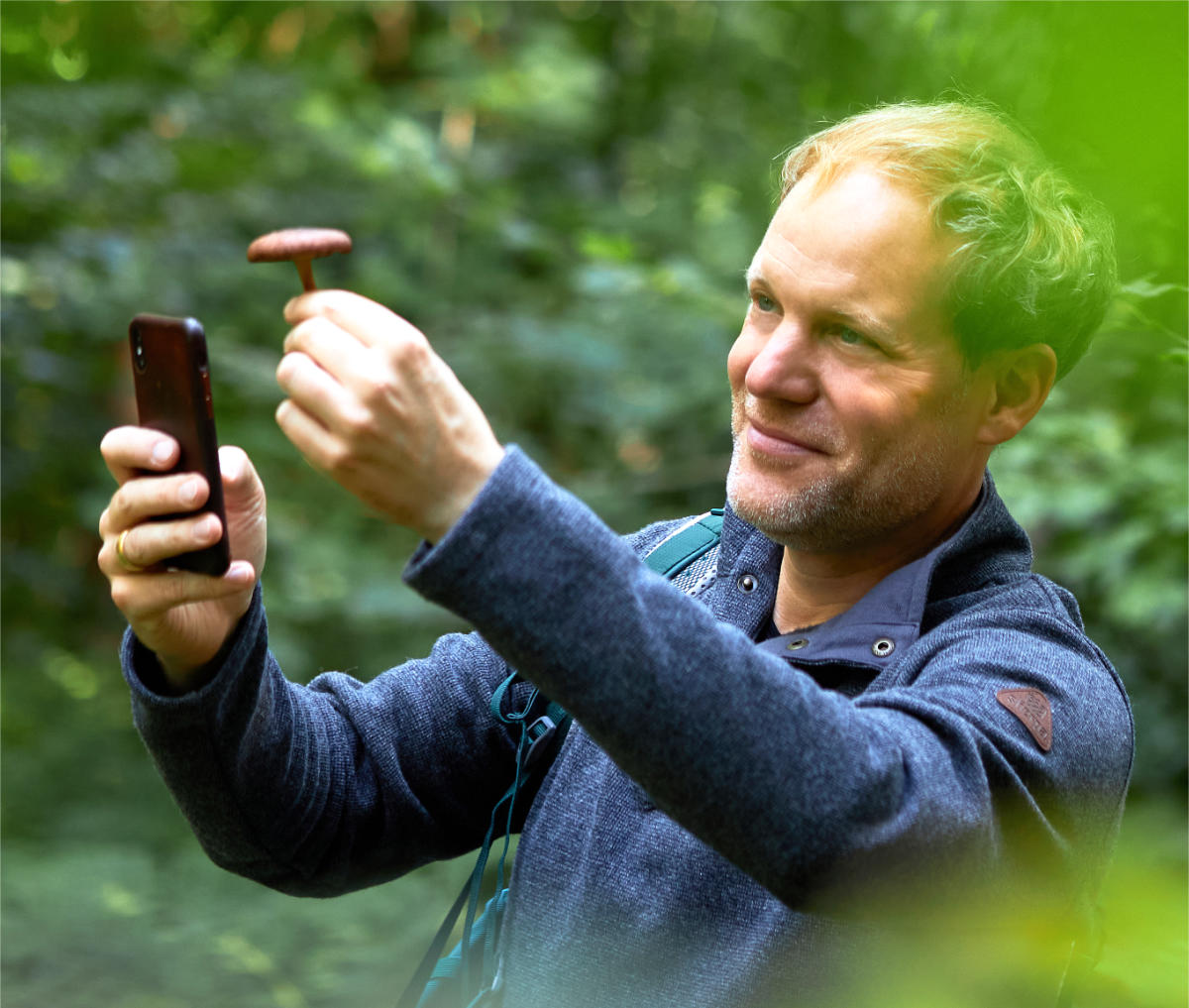
Jorge Groß

Jorge Groß (* 1971 in Hannover) ist ein deutscher Biologiedidaktiker. Der Schwerpunkt seiner Arbeit liegt bei der fachdidaktischen Lehr-Lern-Forschung und dem Einsatz digitaler Medien in Vermittlungsprozessen. Sein Engagement bezieht sich besonders auf die Verknüpfung der verschiedenen Phasen der Lehrerbildung sowie auf die Beratung schulischer und außerschulischer Institutionen.

## Leben
Nach dem Studium des Lehramtes mit der Fächerkombination Biologie und Chemie im Fachbereich Erziehungswissenschaften der Leibniz Universität Hannover, dem Biologie-Studium an der Universität Hannover zum Dipl.-Biol. und dem berufsbegleitenden Studium zum Staatlich geprüften Kommunikationswirt an der Akademie für Kommunikation wurde er 2007 Arbeitsgruppenleiter der Biologiedidaktik an der Leibniz Universität Hannover. Nach der Promotion 2006 im Fachbereich Erziehungswissenschaften an der Leibniz Universität Hannover wurde er 2012 Professor für Didaktik der Naturwissenschaften an der Otto-Friedrich-Universität Bamberg. Von 2013 bis 2022 war er Direktor des Instituts für Erforschung und Entwicklung fachbezogenen Unterrichts (EE-feU). Von 2022 bis 2023 war er Lehrstuhlinhaber für Didaktik der Naturwissenschaften, Schwerpunkt Biologiedidaktik, an der Philipps-Universität Marburg. Seit 2023 ist er Lehrstuhlinhaber für Didaktik der Biologie am Institut für Didaktik der Naturwissenschaften (IDN) an der Gottfried Wilhelm Leibniz Universität Hannover.

## Schriften (Auswahl)
- Biologie verstehen: Wirkungen außerschulischer Lernangebote. Oldenburg 2007, ISBN 978-3-8142-2043-7.
- mit Hansjörg Küster, Manfred Thies und Klaus Wächtler: Leben in Gezeiten. Die Nordseeküste entdecken. Magdeburg 2016, ISBN 978-3-89432-435-3.
- Kann man da das Internet auch ausschalten? – Digitale Werkzeuge im Spannungsfeld zwischen Spielen und Lernen im naturwissenschaftlichen Unterricht. Berlin 2018, ISBN 978-3-662-56437-0.
- mit Nadine Tramowsky und Jürgen Paul: Leben mit Tieren. Verantwortung – Tierhaltung – Fleischkonsum. Seelze 2019, ISBN 978-3-617-22001-6.
- mit Marcus Hammann, Philipp Schmiemann und Jörg Zabel: Biologiedidaktische Forschung: Erträge für die Praxis. Heidelberg 2019, ISBN 978-3-662-58443-9.

## Auszeichnungen (Auswahl)
Jorge Groß ist für seine Projekte mehrfach ausgezeichnet worden, u. a.
- für sein Engagement im Bereich digitale Medien als Senior Fellow der Joachim Herz Stiftung[4]
- für seine exzellente Hochschullehre mit dem Ars legendi-Fakultätenpreis 2017[5]
- für seine App „ID-Logics“ mit dem Polytechnik-Preis 2022[6]